# Кантата
Кантата (итал. cantata, от лат. саntare — петь) — вокально-инструментальное произведение для солистов, хора и оркестра.

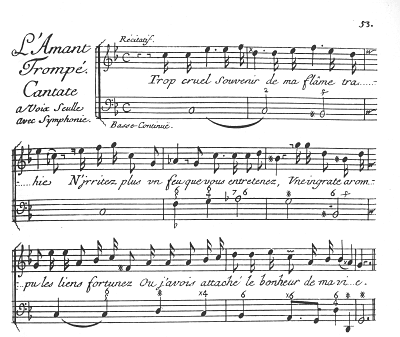

## История
В первой половине XVII ст. вокальное сочинение для одного голоса (мадригал) называлось кантатой в отличие от инструментального сочинения, называвшегося сонатой. С развитием оперы в Италии развилась и форма кантаты, которая стала заключать в себе не один сольный вокальный номер, а несколько. В состав кантаты вошли: хоры, речитативы, арии, а позднее и дуэты с оркестровым сопровождением.
Кантата получила развитие благодаря Кариссими, который считается её творцом. С начала XVII века до конца XVIII, кантата для одного или двух сольных голосов в сопровождении бассо континуо (и, возможно, нескольких сольных инструментов) была основной формой итальянской вокальной камерной музыки.
Кантата исполняется в концертах и церквях. Она бывает светского и духовного содержания. Отличие кантаты от оратории заключается в том, что в оратории больше драматизма, и сольные номера относятся к известным личностям в сюжете оратории, а в кантате преобладает лирический элемент и сольные номера имеют более отвлеченный характер. Духовная кантата особенно развилась в протестантской церкви. Сочинение кантаты служит в консерваториях задачей для выпускных учеников-теоретиков.
Кантата как правило состоит из нескольких законченных номеров. В основу кантаты входят достаточно объемные поэтические или прозаические литературные тексты, а раньше — преимущественно библейские сюжеты. В соответствии с этим и пошло деление кантат на два типа: духовная (имеющая религиозный сюжет) и светская.
Встречаются кантаты различного характера — торжественные, лирические, скорбные, радостные, повествовательные, философские.
Иоганн Себастьян Бах, от которого сохранилось более 200 его кантат, внёс заметный вклад в этот жанр.

## В русской музыке
Первые русские кантаты возникли в XVIII веке (сочинены П. А. Скоковым).
В числе кантат начала XIX века — «Пир Петра Великого» и «Последний день Помпеи» А. Н. Верстовского (первая — на стихотворение Пушкина, другая — на либретто Ю. К. Арнольда).
«Кантаты» эти исполнялись и в инсценированном виде — с декорациями, в костюмах и с оркестровым сопровождением. Верстовский создавал и большие кантаты для солистов, хора и оркестра и разнообразные вокально-оркестровые сочинения «на случай».

В ссылке Пушкин прочитал в «Вестнике Европы» известие о сочиненной Верстовским кантате «Черная шаль» и в письме к П. А. Вяземскому от апреля 1824 года просил передать композитору «усердный поклон». Через несколько месяцев Пушкин посылает Вяземскому нотную запись цыганской песни «Старый муж, грозный муж», которую услышал в Бессарабии, и просит показать её композитору.<…>

Верстовский написал кантату на стихотворение Пушкина «Пир Петра Великого» с народной песней «На матушке, на Неве-реке молодой матрос корабли снастил» и позднее вспоминал: «Эту песню я часто игрывал покойному Пушкину, и она приводила его в восторг».

«Последний день Помпеи» написана в связи с чествованием К. П. Брюллова, вернувшегося в Россию после пятнадцатилетнего пребывания за границей. После Одессы, где, приветствуя прибывшего из Константинополя художника, М. С. Воронцов вдохновенно говорил об уважении и благодарности, которые каждый русский чувствует к творцу «Последнего дня Помпеи», Брюллову отдавала дань восхищения Москва. 28 января 1836 года в Мраморном зале Московского художественного класса ценители искусства устроили торжественный обед, начавшийся в пять часов и сопровождавшийся музыкой. Сначала распорядитель обеда, директор Московского художественного класса Михаил Федорович Орлов, предложил тост за государя императора, затем подняли бокалы за здоровье знаменитого живописца. Тогда и прозвучали эти стихи, положенные на музыку А. Верстовским, они были исполнены прекрасным московским оперным певцом Н. Лавровым. Не знаю творца стихов, но они прекрасны по звучным выражениям сильного чувства! — восхищался один из слушателей. Имя автора стихотворения держалось втайне; утаил его, а может быть и не знал, и М. Ф. Орлов, передавший в «Московские ведомости» текст гимна. Понятно, почему так и не был назван сочинитель: хвалебная песнь Брюллову звучала от всей просвещенной Москвы, передавая общее настроение духовного подъёма и признательности за то, что именно в сердце родной ему России выразилось «во всем своем блеске» неподдельное чувство любви гения к родине.

Во второй половине и конце XIX века, с изменением музыкального языка, изменились и кантаты, воплощающие образы родной страны («Москва» П. И. Чайковского), историко-легендарные («Песнь о вещем Олеге» Римского-Корсакова), запечатлевающие картины природы («Из Гомера» Римского-Корсакова, «Весна» Рахманинова), К. углублённо-философского плана (лирико-философская кантата «Иоанн Дамаскин» и «По прочтении псалма» Танеева). К жанру кантаты близка поэма «Колокола» Рахманинова.
Создавались кантаты, посвящённые знаменательным датам (кантата Глазунова к 100-летию со дня рождения А. С. Пушкина, Балакирева — к открытию в 1906 памятника М. И. Глинке в Петербурге и др.).
В СССР жанр кантаты был представлен такими произведениями, как «К 20-летию Октября» (1937), «Александр Невский» (1939), «Здравица» (1939), сочиненные Сергеем Сергеевичем Прокофьевым, «Курские песни» и «„Весенняя кантата“ для хора и симфонического оркестра (1972)» Георгия Васильевича Свиридова, «Киров с нами» и «Кремль ночью» (кантата-ноктюрн) Николая Яковлевича Мясковского, кантата «Сказание о битве за русскую землю» и симфония-кантата «На поле Куликовом» Юрия Александровича Шапорина и другие.